# Marcia (concubina de Cómodo)
Marcia Aurelia Ceionia Demetrias era la concubina y una de los asesinos del Emperador romano Cómodo. Marcia era la hija de Marcia Aurelio Sabiniano, una liberta del coemperador Lucio Vero.

## Amante favorita de Cómodo
Antes de que Marcia fuera la amante de Cómodo fue la amante y concubina de uno de sus primos, el senador Marco Umidio Cuadrato, y posteriormente la esposa de su sirviente Eclecto. En el año 182, Lucila, la hermana de Cómodo, convenció a Marcia de unirse a un complot con Cuadrado para matar a Cómodo. La confabulación fue descubierta y tanto Lucila como Cuadrato fueron ejecutados. Marcia logró escapar de los cargos. Después de que la esposa de Cómodo, Brutia Crispina, fuese exiliada y asesinada por adulterio y que Cómodo decidiera no casarse nuevamente, este tomó a Marcia como su concubina.
Marcia probablemente era cristiana y persuadió a Cómodo para que adoptara una política a favor de los cristianos, y mantuvo estrechas relaciones con Víctor I, obispo de Roma. Después de que el Papa Víctor I le diese una lista que ella había pedido que incluyera a todos los cristianos sentenciados a trabajo esclavo en las minas de Cerdeña, ella convenció a Cómodo de que les permitiera regresar a Roma. A pesar de que Marcia no era la esposa legal de Cómodo, este la trató como tal, lo cual le dio una posición muy influyente entre las mujeres romanas. La inscripción encontrada en Anagni da cuenta de que el ayuntamiento local decidió construir un monumento, conmemorando particularmente la restauración de los baños públicos de la ciudad en su honor.

## Asesinato de Cómodo
Para celebrar el Año Nuevo romano en 192, Cómodo decidió que quería aparecer ante los romanos, no en el palacio, con túnicas púrpuras tradicionales, sino desde los cuarteles de los gladiadores, escoltado por el resto de los guerreros. Después de contarle su plan a Marcia la noche anterior, ella le suplicó que no se comportara tan descuidadamente y trajera la desgracia al Imperio romano. Cómodo, molesto por la reacción de Marcia, le contó su plan a Quinto Emilio Leto, el prefecto pretoriano, y a Eclecto, su sirviente personal. Después de que ellos también intentaron disuadirlo, se puso furioso y puso sus tres nombres en una lista de personas proscritas para ser ejecutadas a la mañana siguiente, incluyendo también los nombres de senadores prominentes.
Mientras Cómodo estaba tomando un baño, su sirviente favorito, Filocómodo, cuyo nombre es un símbolo del aprecio de Cómodo por el niño, encontró la tableta en la que estaba escrita la lista y se encontró con Marcia mientras sostenía la tableta. Marcia se la quitó, creyendo que el muchacho había tomado un documento importante sin permiso, y horrorizada vio su nombre en la parte superior de la lista. Según Herodiano, gritó: "Ciertamente bien hecho, Cómodo. Esta es una buena recompensa por la bondad y el afecto que te he dado y los insultos ebrios que he soportado todos estos años. Un borracho confundido no va a sacar lo mejor de una mujer sobria".
Luego reunió al prefecto del pretorio Leto y a Eclecto, el chambelán de Cómodo, y los tres decidieron que tenían que matar a Cómodo para salvar sus propias vidas. Normalmente, Marcia le daba al emperador su primer trago después del baño para que pudiera tener el placer de beber de la mano de su amante; esto hizo que fuera fácil para ella mezclar veneno con el vino que le dio a Cómodo después de su baño. Tras beber el vino, se puso tan enfermo que entró en un ataque de vómito. Los tres conspiradores temían que expulsara todo el veneno, por lo que ordenaron a Narciso, un joven atleta, que estrangulara a Cómodo a cambio de una gran recompensa.
Después de que Cómodo fuera asesinado, Marcia y Eclecto se casaron, pero ella fue asesinada poco después por Didio Juliano en el año 193.